# Orgullo, Pasión, y Gloria: Tres Noches en la Ciudad de México
Orgullo, Pasión, y Gloria: Tres Noches en la Ciudad de México és un àlbum en directe de la banda estatunidenca de heavy metal Metallica. La gravació es va produir en els concerts realitzats els dies 4, 6 i 7 de juny de 2009 al Foro Sol de Ciutat de Mèxic (Mèxic), que formaven part de la gira World Magnetic Tour.
Aquest treball estigué disponible en quatre formats diferents: un DVD amb 19 cançons, un Blu-ray del DVD, un digipak amb el DVD i dos CDs, i una versió deluxe amb dos DVDs i dos CDs. A banda de les cançons també incloïen entrevistes als membres de la banda i tots els crèdits en castellà (en portuguès pel Brasil). El motiu d'aquesta traducció fou a causa que el destí original d'aquest àlbum era l'Amèrica Llatina. Tanmateix, la versió deluxe fou publicada el 22 de setembre de 2010 al Japó en format de dos DVDs i dos SHM-CDs, i posteriorment també a Europa.

## Llista de cançons

### DVD 1
| 1.            | «Opening/The Ecstasy of Gold» | 3:25   |
| 2.            | «Creeping Death»              | 6:26   |
| 3.            | «For Whom the Bell Tolls»     | 5:30   |
| 4.            | «Ride the Lightning»          | 6:37   |
| 5.            | «Disposable Heroes»           | 8:30   |
| 6.            | «One»                         | 8:37   |
| 7.            | «Broken, Beat & Scarred»      | 7:04   |
| 8.            | «The Memory Remains»          | 5:06   |
| 9.            | «Sad but True»                | 6:29   |
| 10.           | «The Unforgiven»              | 6:17   |
| 11.           | «All Nightmare Long»          | 7:49   |
| 12.           | «The Day That Never Comes»    | 7:56   |
| 13.           | «Master of Puppets»           | 8:09   |
| 14.           | «Fight Fire with Fire»        | 5:06   |
| 15.           | «Nothing Else Matters»        | 7:13   |
| 16.           | «Enter Sandman»               | 6:44   |
| 17.           | «The Wait»                    | 4:25   |
| 18.           | «Hit the Lights»              | 3:44   |
| 19.           | «Seek & Destroy»              | 11:28  |
| Durada total: | Durada total:                 | 126:35 |

### DVD 2
| 1.            | «That Was Just Your Life» | 7:05  |
| 2.            | «The End of the Line»     | 7:50  |
| 3.            | «Holier Than Thou»        | 3:56  |
| 4.            | «Cyanide»                 | 7:01  |
| 5.            | «Blackened»               | 6:13  |
| 6.            | «Helpless»                | 4:29  |
| 7.            | «Trapped Under Ice»       | 4:34  |
| 8.            | «Turn the Page»           | 5:08  |
| 9.            | «The Prince»              | 4:39  |
| 10.           | «No Remorse»              | 4:33  |
| 11.           | «Fuel»                    | 4:00  |
| 12.           | «Wherever I May Roam»     | 6:53  |
| 13.           | «Harvester of Sorrow»     | 5:52  |
| 14.           | «Fade to Black»           | 7:26  |
| 15.           | «...And Justice for All»  | 10:03 |
| 16.           | «Dyers Eve»               | 4:43  |
| Durada total: | Durada total:             | 94:25 |

### CD 1
| 1.            | «The Ecstasy of Gold»     | 1:57  |
| 2.            | «Creeping Death»          | 6:20  |
| 3.            | «For Whom the Bell Tolls» | 5:29  |
| 4.            | «Ride the Lightning»      | 7:09  |
| 5.            | «Disposable Heroes»       | 8:22  |
| 6.            | «One»                     | 9:05  |
| 7.            | «Broken, Beat & Scarred»  | 6:48  |
| 8.            | «The Memory Remains»      | 5:32  |
| 9.            | «Sad but True»            | 7:05  |
| 10.           | «The Unforgiven»          | 5:50  |
| Durada total: | Durada total:             | 63:37 |

### CD 2
| 1.            | «All Nightmare Long»       | 8:04  |
| 2.            | «The Day That Never Comes» | 8:06  |
| 3.            | «Master of Puppets»        | 8:13  |
| 4.            | «Fight Fire with Fire»     | 6:48  |
| 5.            | «Nothing Else Matters»     | 7:57  |
| 6.            | «Enter Sandman»            | 8:18  |
| 7.            | «The Wait»                 | 4:16  |
| 8.            | «Hit the Lights»           | 6:33  |
| 9.            | «Seek & Destroy»           | 7:37  |
| Durada total: | Durada total:              | 65:52 |

## Crèdits
- James Hetfield − cantant, guitarra rítmica, guitarra acústica, guitarra solista[4]
- Kirk Hammett − guitarra solista, veus addicionals
- Robert Trujillo − baix, veus addicionals
- Lars Ulrich − bateria, percussió